# Gheorghiță Mîndruță
Gheorghita Mîndruță (n. 10 martie 1972, Fălticeni, Suceava, România) este un senator român, ales în 2020 din partea PLUS.
Fălticenean, absolvent al Colegiului Național ”Nicu Gane”, secția matematică- fizică, licențiat în științe juridice. Deține un Master în Securitate Comunitară și Terorism, cadru militar în rezervă, cu o experiență de 21 ani în Ministerul Apărării Naționale. 
În anul 2011 a devenit angajat al Organizației Națiunilor Unite și a lucrat în diferite țări ale lumii, unde ONU este prezent: Afghanistan, Sudan, Sudanul de Sud, Libya, contribuind activ la programele de asistență umanitară pe care ONU le are în derulare în aceste țări. 
În perioada 1999-2000 a participat ca militar al armatei române la misiunea SFOR 9 din Bosnia-Herțegovina, sub mandat NATO. 
În prezent, senator PSD de Suceava.
Secretar al Comisiei de apărare, ordine publică și siguranță națională din Senat.